# Abedalá ibne Ubaide Alá ibne Alabás
Abedalá ibne Ubaide Alá ibne Alabás Alhaximi (em árabe: عبد الله بن عبيد الله بن العباسي الهاشمي; romaniz.: Abdallah ibn 'Ubaydallah ibn al-'Abbas al-Haximi) foi um governador do Iêmem do século IX para o Califado Abássida.

## Vida
Um membro menor da dinastia abássida, sendo um primo em segundo grau dos califa Alhadi (r. 785–786) e Harune Arraxide (r. 789–809). Foi um frequente líder das peregrinações rumo a Meca (haje), tendo liderado os eventos anuais de 828, 829, 831 e possivelmente 832. Ele foi nomeado governador do Iêmem por Almamune (r. 813–833) e chegou em Saná ca. 832. Permaneceu como governador até a morte de Almamune em 833, momento que decidiu colocar Abade ibne Algamer Axiabi no comando da província e partiu para o Iraque.